# كارولين ماكورميك
كارولين ماكورميك (بالإنجليزية: Carolyn McCormick)‏ هي ممثلة أمريكية، ولدت في 19 سبتمبر 1959 بمدلاند في الولايات المتحدة.

## أعمال

### أفلام
- (2017) ذا بوست

### مسلسلات
- الإبتدائية[5][6][7]
- الجيل التالي
- قانون ونظام[8]
- كولد كيس

## وصلات خارجية
- كارولين ماكورميك على موقع IMDb (الإنجليزية)
- كارولين ماكورميك على موقع ألو سيني (الفرنسية)
- كارولين ماكورميك على موقع ميوزك برينز (الإنجليزية)
- كارولين ماكورميك على موقع أول موفي (الإنجليزية)
- كارولين ماكورميك على موقع قاعدة بيانات برودواي على الإنترنت (الإنجليزية)
- كارولين ماكورميك على موقع قاعدة بيانات الأفلام السويدية (السويدية)
- كارولين ماكورميك على موقع قاعدة بيانات الفيلم (الإنجليزية)
- كارولين ماكورميك على موقع كينوبويسك (الروسية)